# 羅卡奇河

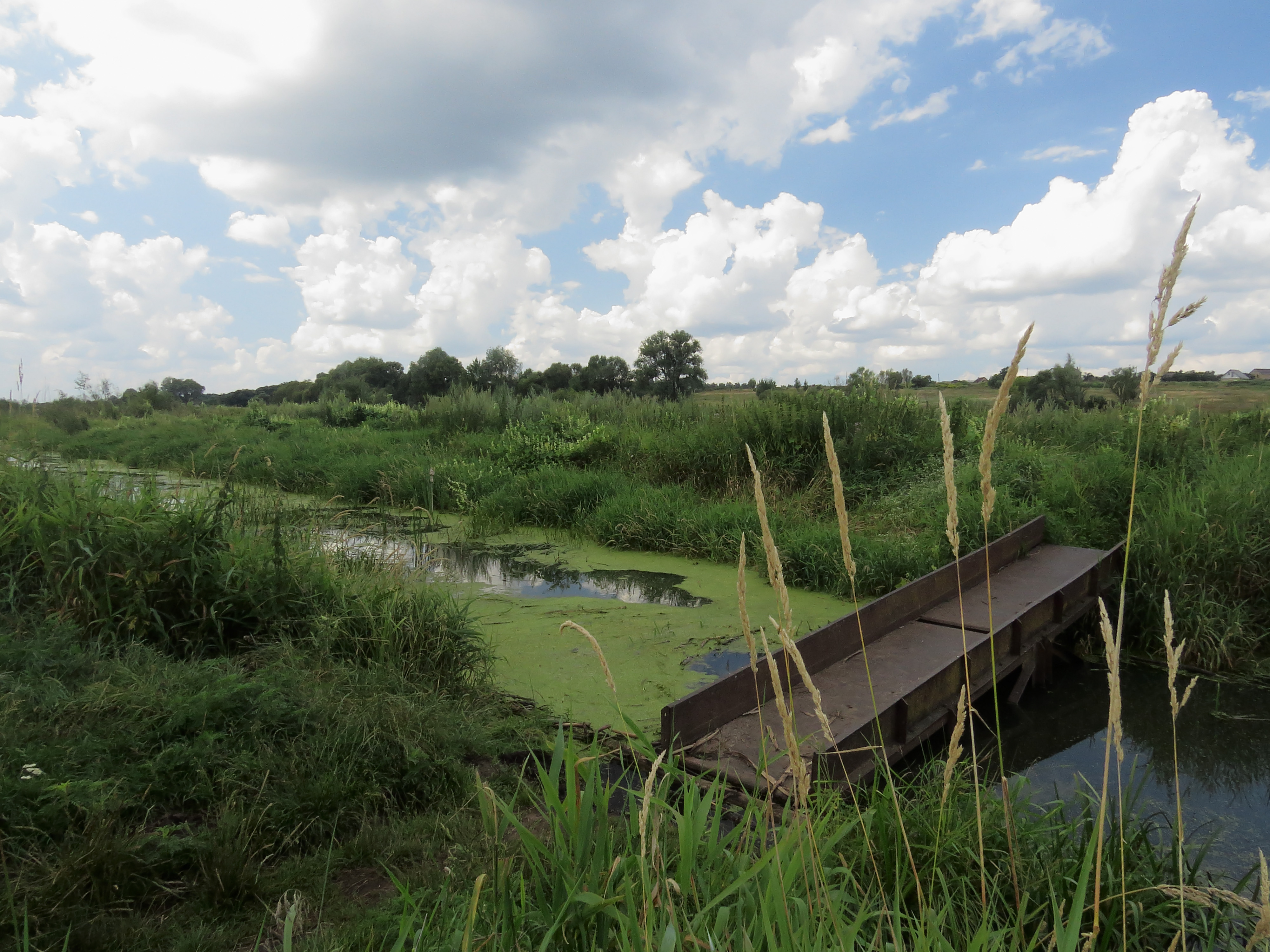

羅卡奇河（烏克蘭語：Рокач），是烏克蘭北部的河流，屬於伊爾平河的左支流。該河流經基輔州的布查區，河道全長17公里，流域面積160平方公里。